# 신관홍
신관홍(申寬弘, 1949년 8월 21일 ~ 2017년 11월 22일)은 대한민국의 제8·9·10대 제주특별자치도의원이고, 제7대 제주도 제주시의원이며, 제주특별자치도 제주시 한림읍 귀덕리 출신이다.

## 학력
- 애월중학교
- 오현고등학교 중퇴
- 제주산업정보대학 토목학과 전문학사
- 탐라대학교 관광경영학과 학사

### 비학위 수료
- 탐라대학교 경영사회복지대학원 관광경영학과 석사 졸업

## 경력
- 제주도 태권도협회 부회장
- 국민생활체육 제주도 태권도 연합회장
- 제주문화원 이사
- 제주 용연라이온스클럽 회장
- 제주 상공회의소 의원
- (사)제주도 수산해양개발협의회 부회장
- 제주교도소 교화위원
- 제주도 사회복지협의회 회원
- 탐라장애인종합복지관 운영위원
- 재단법인 동성문화(장학)재단 이사장
- 제주동초등학교 운영위원회 운영위원
- 민주평화통일자문회의 자문위원
- 민주평화통일자문회의 제주시 협의회 회장
- 2002.07 ~ 2006.06 제7대 제주도 제주시의회 의원
- 2002.07 ~ 2004.07 제7대 제주도 제주시의회 전반기 도시관광위원회 위원장
- 2004.07 ~ 2006.06 제7대 제주도 제주시의회 후반기 자치교통위원회 위원
- 2004.07 ~ 2006.06 제7대 제주도 제주시의회 후반기 예산결산특별위원회 위원
- 2006.07 ~ 2010.06 제8대 제주특별자치도의회 의원
- 2006.07 ~ 2008.07 제8대 제주특별자치도의회 전반기 의회운영위원회 위원
- 2006.07 ~ 2008.07 제8대 제주특별자치도의회 전반기 문화관광위원회 위원장
- 2008.07 ~ 2010.06 제8대 제주특별자치도의회 후반기 행정자치위원회 위원
- 2008.07 ~ 2010.06 제8대 제주특별자치도의회 후반기 예산결산특별위원회 위원
- 2009.06 ~ 2009.06 제8대 제주특별자치도의회 4·3 특별위원회 위원
- 2010.07 ~ 2014.06 제9대 제주특별자치도의회 의원
- 2010.07 ~ 2012.07 제9대 제주특별자치도의회 전반기 의회운영위원회 위원
- 2010.07 ~ 2012.07 제9대 제주특별자치도의회 전반기 문화관광위원회 위원장
- 2012.02.13 ~ 2017.01.04 새누리당
- 2012.07 ~ 2014.06 제9대 제주특별자치도의회 후반기 환경도시위원회 위원
- 2012.07 ~ 2014.06 제9대 제주특별자치도의회 후반기 예산결산특별위원회 위원
- 2014.07 ~ 2017.11 제10대 제주특별자치도의회 의원
- 2014.07 ~ 2016.07 제10대 제주특별자치도의회 전반기 환경도시위원회 위원
- 2016.07 ~ 2017.11 제10대 제주특별자치도의회 후반기 의장
- 2017.01.12 ~ 2017.11.22 바른정당

## 역대 선거 결과
|  | 52.32% |

|  | 47.49% |

|  | 0% |

|  | 57.81% |